# 뉴트 (프로게이머)
뉴트(본명: 김진, 1998년 5월 25일 ~ )은 대한민국의 전직 리그 오브 레전드 프로게이머로 포지션은 서포터였다. 아이디는 Newt를 사용했다.

## 선수 생활
2017년 5월 4일, 그리핀에 입단하면서 프로 커리어를 시작했다. 2017 서머 시즌 그리핀에서 주전 서포터로 활동했다. 하지만 2018시즌을 앞두고 리헨즈가 입단하면서 서브 선수로 밀려났다.
2018년 5월, LGD 게이밍에 입단했다. 
2019년 12월, 챌린저스의 아수라에 입단했다. 2020년 2월 7일, 팀에서 퇴단했다.

## 소속팀
| # | 팀명       | 소속 기간             | 소속 리그 | 비고 |
| - | ---------- | --------------------- | --------- | ---- |
| 1 | 그리핀     | 2017.05.04~2018.05.24 | CK        |      |
| 2 | LGD 게이밍 | 2018.05.31~2018.12.16 | LPL       |      |
| 3 | 아수라     | 2019.12.20~2020.02.07 | CK        |      |

## 수상 내역
- 리그 오브 레전드 챌린저스 코리아 스프링 2018 우승